# 横澤章悟
横澤 章悟（よこざわ しょうご、1983年6月23日 - ）は日本のお笑い芸人。北海道美唄市出身。
お笑いコンビの「やすと横澤さん」のツッコミ担当。相方は後藤靖博。立ち位置は向かって右。身長172cm。体重80㎏。血液型はA型。

## 人物

### 経歴
美唄市立中央小学校、美唄市立美唄中学校、北海道立尚栄高等学校(在籍時 美唄高等学校)卒業。

### 趣味・特技
- 趣味は野球観戦、物件探し、野球に関する本を集めることで野球名鑑は約20年分保管している。

- 特技は卓球で全国大会出場経験あり、プロ野球選手の名前を言われたら、即座に一言プロフィールを言える。

### 嗜好
- 週4以上で通うほどのサウナ好き。よく行く銭湯は「月見湯」「ほのか」「北のたまゆら」「花ゆづき」「小金湯」など。仕事帰りには必ず銭湯に寄る。
- 憧れの芸人は東野幸治、おぎやはぎ[2]。
- テレビが大好き。好きな番組は「噂の東京マガジン」。

## エピソード

### 学生時代
- 小学2年生の時に好きな子が卓球クラブにいたため、卓球を始める。3年生の時に「勝てないからやめよう」と思ったが、父親から「負けたまま辞めるな」と言われ、しぶしぶ続けていたら南空知大会で準優勝する。それから卓球の面白さに気付き、本当は入りたかった野球クラブに入るのを辞め、最終的に高校2年生まで卓球を続ける。
- 小学5年生で卓球の全国大会に出場。
- 子供の頃の夢は「車を輸入してがっぽり儲けたい」
- 小学6年生の時に、クラスのお楽しみ会で同級生とやったコントかウケて、芸人になりたいと思い始める。

### 若手芸人時代
- 高校を卒業して、地元美唄から札幌へ。札幌よしもとのオーディションを受け続けるが、所属にはならず。相方とも解散し、ラジオやMCなどでピンで活動する。